# 미얀마의 역사
미얀마의 역사는 길고 복잡하다. 여러 민족이 이 지역에 살았고 그중 가장 오래된 것은 아마도 몬족이나 쀼족일 것이다. 9세기에 버마족이 중국-티베트 국경 지대로부터 이라와디강 계곡으로 이주해왔고 현재 미얀마의 다수 민족을 이루고 있다.
미얀마의 역사는 현재의 미얀마 뿐만 아니라 중국, 인도, 방글라데시, 베트남, 라오스, 태국과 같은 이웃 국가와도 관련있기 때문에 상당히 복잡하다.

## 초기의 역사
고고학적인 증거는 현재의 미얀마 지역에 꽤 오래전부터 문명이 존재했음을 보여준다. 가장 오래된 고고학적 발견은 샨 주의 빠다린 동굴의 벽화이다.
몬족은 이라와디강 계곡의 하류로 이주한 최초의 집단으로 생각되며, 이들은 기원전 9세기 중반에 버마 남부의 지배적인 민족이 되었다.
티베트버마어족의 쀼족이 기원전 1세기 후반에 도래해 몇 개의 도시 왕국을 세웠다. 그중 가장 강력한 것이 이라와디 계곡 중류의 퓨국이었다. 몬족과 쀼족의 왕국들은 중국과 인도 사이의 육상 교역로 역할을 했다. 쀼족의 왕국들은 9세기 초에 강력한 남조 왕국(현재의 윈난성)의 몇 차례의 침입을 받아 급격히 쇠퇴하였다.

## 버간 왕조 (1044-1287)
티베트버마어를 사용하는 버마족이 7세기부터 현재의 윈난 성의 남조 왕국으로부터 이라와디 계곡으로 이주하기 시작했다. 849년에 버마족은 버간에 몇 개의 작은 왕국들을 세웠다. 그러나 아나우라타 왕(1044~1077)의 치세가 돼서야 비로소 버간의 영향력은 현재의 미얀마 전체로 확장되었다.
1057년에 아나우라타가 몬의 수도인 타톤을 점령한 후에 버마족은 몬족으로부터 상좌부불교를 받아들였다. 짠지타(1084~1112) 왕의 치세 때 몬족 문자에 기초한 버마족 문자가 만들어졌다. 무역으로 번영하면서 바간의 왕들은 나라 곳곳에 웅장한 절과 불탑을 세웠다.
버간의 힘은 13세기에 점차 쇠약해졌다. 몽골의 쿠빌라이칸은 1277년에 고지 버마를 침공하였고 1287년에 버간 시를 약탈하였다. 이로써 버간의 2세기에 걸친 이라와디 계곡 지배는 종식되었다.

## 작은 왕국 (1287-1531)
몽골인들은 찌는 듯한 이라와디 계곡에서 오랫동안 머물 수 없었다. 그러나 샨족이 몽골족과 함께 윈난 성에서 이주해 와 이라와디 계곡, 샨 주, 라오스, 시암, 아삼으로 퍼져 나갔고 동남아시아의 강력한 세력이 되었다.
바간 제국은 몇 개의 작은 왕국들로 쪼개졌다.
- 잉와 왕국 (1364~1555)은 버마족화 된 샨족 왕에 의해 세워진 버마족 왕국으로, 고지 버마(샨 주 제외)를 지배했다.
- 한따와디(버고) 왕국 (1287~1540)은 몬족화 된 샨족 왕 와레루(1287~1306)에 의해 세워진 몬족 왕국으로, 저지 버마(따닌타이 주 제외)를 지배했다.
- 서부 므라욱유의 라킨족 왕국
- 동부의 샨 구릉과 북부의 카친 구릉에 몇 개의 샨족 국가가 세워졌지만 북서부의 친 구릉에는 아직 세력이 미치지 못했다.

이 기간의 특징은 잉와와 버고, 잉와와 샨 사이의 계속되는 전쟁이다. 잉와는 잠시 라킨을 지배하였고(1379~1430) 몇 차례 버고를 격퇴하기도 했으나 결코 옛 제국을 통합할 수 없었다. 그럼에도 불구하고 버마족의 문화는 황금기를 맞이하였다. 한따와디 버고는 번영하여 버고의 여왕 신사우부(1453~1472)는 쉐다곤 파고다에 도금을 하였다.
15세기 말에 계속되는 전쟁으로 잉와는 점차 쇠퇴하였다. 주변 지역은 독립하거나 자치를 하게 되었다. 1486년 따웅우의 민찌뇨 왕(1486~1531)은 잉와로부터 독립해 작은 독립 왕국을 세웠다. 1527년에 샨족은 마침내 잉와를 점령하여 거의 2세기에 걸친 힘의 균형은 깨지게 되었다. 샨족의 고지 버마 지배는 1555년까지 계속되었다.

## 따웅우 왕조 (1531-1752)
잉와로부터 피난 온 버마족에 의해 힘을 보강한 따웅우 왕국의 젊고 야심찬 떠빈슈웨티 왕(1531~1551)은 버고의 강력한 몬족 왕국을 격퇴하고 1540년에 저지 버마를 통일하였다. 떠빈슈웨티의 계승자인 바인나웅(버인나웅) 왕(1551~1581)은 계속해서 마니푸르(1556), 샨(1557), 치앙마이(1557), 아유타야 왕국(1564, 1569), 란쌍 왕국(1574)을 정복하여 동남아시아 서부의 대부분이 그의 지배하에 들어오게 되었다. 바인나웅은 버마 서부 해안 전체를 지배하는 라킨의 침공을 준비하던 중에 1581년에 사망하였다.
바인나웅의 거대한 제국은 그의 사후에 곧 해체되었다. 아유타야의 시암인들은 1593년에 버마인들을 몰아냈고 따닌타이까지 진출하였다. 1599년에 라킨 군은 포르투갈 용병의 도움을 받아 왕국의 수도 바고를 약탈하였다. 포르투갈의 용병장 드 브리투(Filipe de Brito e Nicote)는 곧 라킨 왕에 대항해 반란을 일으켰고 버마에서 가장 중요한 항구인 시리암을 포르투갈 지배하에 두었다. 버마는 혼란에 빠졌다.
버마족 왕 아나욱펫룬(1605~1628)은 전열을 가다듬어 1611년에 포르투갈인들을 격퇴하였다. 아나욱펫룬은 버마 북부, 남부, 샨의 소왕국들을 재규합하였다(라킨과 따닌타이는 제외). 따룬 왕(1629~1648)이 전쟁으로 피폐해진 나라를 재건한 후에 100년 동안 왕국은 천천히 쇠퇴하였다. 몬족은 1740년에 프랑스인들과 시암인들의 지원을 받아 반란에 성공하여 1747년에 저지 버마에서 독립하였고 1752년에는 따웅우의 근거지인 잉와를 점령해 멸망시키기에 이른다.

## 꼰바웅 왕조 (1752-1885)
알라웅파야(1752~1760)는 1752년에 쉐보에 꼰바웅 왕조를 건국하였다. 그는 1755년에 양곤을 세웠다. 1760년에 죽을 때까지 알라웅파야는 버마를 재통합하였다. 1767년에 싱뷰싱왕(1763~1777)은 아유타야 왕국을 약탈하였다. 중국의 청나라는 1765년부터 1769년까지 4차례 침공하였으나 모두 실패하였다. 중국인들의 침입은 1770년대 후반에 시암인들이 버마인들에 대항해 방콕을 기반으로 하는 새로운 왕국을 세울 수 있게 해주었다.
보더파야(1782~1819)는 1780년대와 1790년대에 시암을 재정복하려 했으나 실패하였다. 보더파야는 1784년에 바간이 멸망한 이래 거의 독립해 있던 서부의 아라칸 왕국을 점령하였다. 보더파야는 또한 1813년에 공식적으로 반란의 기운을 보이는 보호국인 마니푸르를 병합하였다.
바지더(1819~1837) 때 마하반둘라 장군은 1819년에 마니푸르의 반란을 진압하였고 아삼 왕국을 점령하였다. 새로운 점령으로 버마와 영국령 인도가 서로 접하게 되었다. 영국인들은 제1차 영국-버마 전쟁(1824~1826)에서 버마인들을 격퇴시켰다. 이로써 버마는 야카잉주(아라칸), 아삼, 마니푸르와 따닝다이(테네싸림)을 할양해야만 했다.
1852년에 영국은 왕권 다툼으로 쇠약해진 버마를 공격하였다. 3달 동안의 제2차 영국-버마 전쟁 후에 영국은 저지 버마의 이라와디, 양곤, 바고와 같은 해안의 영토를 점령하였다.
밍둥왕(1853~1878)은 1859년에 만달레를 세워 수도로 삼았다. 그는 영국과 프랑스가 버마를 놓고 서로 경쟁하도록 조종하였다. 이 과정에서 민돈은 1875년에 까야를 포기해야만 했다. 그의 계승자인 띠버왕(1878~1885)은 거의 무기력했다. 1885년에 영국은 프랑스가 라오스를 점령한 것에 놀라 고지 버마를 점령하였다. 제3차 영국-버마 전쟁은 수도 만달레를 점령하는 것과 관련이 있었기 때문에 단지 한 달 밖에 걸리지 않았다. 버마 왕실은 인도의 라트나기리로 추방되었다. 영국군은 버마의 심장부 뿐만 아니라 샨, 친, 까친 구릉 등의 버마 전체를 진압하는데 최소 4년이 걸렸다. 소규모의 저항은 1896년까지 계속되었다.

## 식민지 시대 (1886-1948)
버마인의 영국을 상대로 한 독립 운동은 제1차 세계대전 중에 시작해, 세계 대공황 이후 젊은 지식층의 사이에 퍼졌다. 1930년에는 타야와디 지방에서, 농민이 무장 봉기를 실시해, 저지 버마 전역에 퍼졌지만 1931년에 진압되었다.
1937년, 인도로부터 독립해 영국 연방내의 자치령이 되었다. 1942년, 아웅산이 버마 독립 의용군을 인솔해 일본군과 함께 싸워 영국군을 몰아냈고 도하에 있는 버마국 정부에 대해서 쿠데타를 일으켜, 영국측과 내통하였다. 연합군이 버마를 탈환하면서 버마국 정부는 일본으로 망명했다. 일본군에 승리했지만, 영국은 독립을 허락하지 않고 다시 영국령이 되었다. 현 미얀마 연방 정부는 그 건국을 버마 연방이 성립한 1948년으로 하고 있어, 버마국과의 연속성을 인정하지 않았다. 현 미얀마 국군은 1942년의 버마 독립 의용군 건군을 국군건군으로 하고 있다.
1947년 2월 12일, 팡롱 조약에 따라 자치 공화국으로 승격되다.

## 버마 민주 공화국 연방 (1949-1962)
독립 후, 버마는 우 누뽕(U Nu Ppong)의 신정권을 수립하였으나 크나큰 정치적 혼란의 소용돌이에 빠지게 된다.
연방을 구성하고 있는 소수 종족들은 아웅산이 약속했던 자치주의 실현을 요구하고 무장 공산주의자들의 공산정권 수립을 주장하는 등 이념과 정파별로 정쟁이 계속되면서 버마민주공화국 건국을 혼란으로 몰고 간다.
대표적인 세력들은 아웅 산 등이 결성하고 독립 후 집권여당이 된 반파시스트 인민자유연맹(AFPFL), 점진적 공산정권 수립을 주장하는 트로츠키류의 백기파 공산주의자들이 결성한 CPB(Communist Party of Burma), 즉각적인 공산정권 수립을 외치던 스탈린의 적기파 BCP(Burmese Communist Party)와 이와 같은 공산당에서 이탈하여 정식 버마 연방군에 흡수되지 못한 인민 의용군(PVO), 카렌족을 대표하는 카렌 민족 방위군(KNDO)과 샨족, 몬족, 카렌족 등 소수민족의 세력들이 이합집산의 형태로 조직화하거나 세력화하였다.
우 누 수상은 공산주의자들을 제도권 내로 흡수하고 소수종족의 자치를 약속하는 등 폭동을 진정시키려 하지만 이는 연방 분열 불가를 주장하는 군부로부터 불신을 사게 되는 요인으로 작용하게 된다.
아웅 산과 초대 수상이 된 우 누 등 독립 민족주의자들은 자본주의를 제국주의와 동일시하며 식민잔재를 철패하고 평등사회 구축을 위해서는 사회주의 건설이라는 뜻은 같이 하였으나 아웅산은 종교를 배제한 대신 우 누 수상은 '불교교리가 바로 사회주의 이론의 핵심이다. 그러므로 버마인의 가치추구는 물질적인 것이 아니라 신앙에 기초한 정신 세계이며 그것은 자본주의가 아니라 사회주의이며 "불교 사회주의"여야 한다'고 주장하였다.
1954년 우 누 수상은 복지 국가론을 주창하며 그 실현을 위하여 산업 국유화의 전단계로 농지 국유화 등 정책을 펴지만 오히려 경제 위축만 가져오고 실패하고 만다.
한편 선거 공약을 이행하지 않고 친여 성향의 상공인과 결탁하고 일관성 없는 정책으로 지도력을 상실하면서 여권이 분열하는 사태에 이르게 되고 이러한 혼란 상황에 공산당과 꺼인 반군의 제휴로 내전이 확대되면서 결국 1958년 10월 군사령관인 네윈의 위기관리내각에 권력을 넘기고 물러난다.
2년여 동안 위기관리 내각을 맡았던 네윈은 정정을 안정시키고 1960년 공명정대한 선거를 통하여 다시 집권한 우 누에게 정권을 이양하고 군으로 원대 복귀한다. 그러나 우 누는 불교 국가 복지론을 강조하는 정책을 펴 다시 새로운 내분으로 나라를 혼란하게 만들었다. 즉 우 누는 불교를 국가의 종교로 하는 불교국교화법 제정을 추진하면서 타 종교는 물론 소수종족별 심한 반발을 사면서 무장봉기를 확산하는 결과를 가져 오게 된다.
기독교, 무슬림, 토속 종교 등 전국적으로 종교적 저항에 부딪치면서 소수종족이 불교국교화법에 반대한다면 자치 연방제를 재고하지 않겠다고 선언함으로써 소수종족의 무력 봉기를 부채질하였다.
양곤 가톨릭 대주교의 종교 자유 보장책과 타종교 박해 방지 대책 없는 법제화 추진은 국민단합에 심대한 문제가 될 것이라는 경고에도 불구하고 1961년 8월 국회에서 통과시켰다.
불교국교화가 비불교도 및 소수종족의 심한 반발을 사자, 우 누는 제4차 헌법 개정안에 모든 종교의 자유화를 선언해 버리는데 이제는 불교 승려들의 반발을 초래하였고 반 회교 폭동이 발생했다. 나아가 1961년 3월 1일 소수종족에 대한 자치권을 의회에서 논의하기에 이르렀는데 이것은 불교 국교화를 무색케 할 뿐만 아니라 국토의 분할을 용납 할 수 없다는 네윈을 비롯한 군부의 반발에 부딪치면서 마침내 다음날 3월 2일 쿠데타로 이어지는 결과를 가져 왔다. 그 결과 버마민주공화국은 붕괴되었다.

### 군사 정권 (1962 - 현재)
1983년, 아웅 산 테러 사건이 일어났는데 이 사건은 조선민주주의인민공화국(북한) 공작원들이 한국 대통령및 각료들을 암살하기 위한 목적으로 방문장소였던 아웅 산의 묘소에 설치한 폭탄이 터져 한국인각료와 미얀마인 다수가 살상된 사건으로, 사건 당시에 한국(남한)측은 버마가 같은 공산주의 국가라는 이유로 당국이 연관된 것으로 오해하였으나, 사건을 조사한 미얀마 정부가 북한 외교관을 추방하고 국교를 단절함으로써 오해는 해소되었다. 아웅 산은 버마(미얀마) 독립의 영웅으로 대단한 추앙을 받는 인물이었기에, 미얀마에서는 북한을 대대적으로 규탄하는 움직임도 일어나기도 하였다. 후일 네윈 장군은 한국(남한)에 답방하였다.

## 미얀마 연방 공화국 (1988-현재)
네윈은 1988년까지 군사 독재체제를 유지했지만, 경제정책의 실패로부터 심각한 인플레를 부르는 등, 버마의 경제 상황을 악화시켰다. 1988년에는 네윈 퇴진과 민주화를 요구하는 대중운동이 일어나 네윈 장군은 7월에 BSPP 의장을 물러난다(8888 항쟁). 같은 해 9월 18일에 신군부가 쿠데타로 정권을 장악하였다. 총선거를 공약으로 했기 때문에, 전국에서 수백개의 정당이 결성되었다. 군부는 국민통일당을 결성해 체제 유지를 도모했다. 미얀마 연방 공화국(Republic of the Union of Myanmar)은 1989년 6월 버마(Burma)에서 현재의 미얀마(Myanmar)로 명칭을 바꿨다.) 민주화 지도자 아웅산수찌 등은 민족민주동맹(NLD)을 결성했지만, 아웅산수찌는 선거 전의 1989년 7월 20일에 가택연금 되었다. 이후, 그녀는 장기 연금과 해방을 반복해 겪었다. 1990년 5월의 총선거에서는 NLD와 민족 정당이 압승했지만, 군정은 선거 결과에 근거하는 의회 소집을 거부해, 민주화 세력의 탄압을 강화했다. 일부의 총선거 당선자는 국외로 피해 망명 정권으로서 버마 연방 국민연합정부 (NCGUB)를 수립했다. 군사 정권은 1994년부터 2007년에 걸쳐 신헌법 제정을 향해서 기본 원칙을 심의하는 국민 회의를 단속적으로 개최해 왔다. 2008년 5월 10일 및 같은 달 24일에 신헌법안에 대한 국민투표가 실시, 가결된 일로, 정권이 주장하는 개혁개방의 로드맵은 새로운 단계로 나아가고 있다.
2005년 11월, 정부 기관이 양곤으로부터 중부 핀마나 근교에 건설 중인 행정 수도로의 이전을 시작해, 2006년 10월 10일에 정식으로 행정 수도 네피도로의 천도를 공표했다. 2007년 9월 18일, 연료의 가격 인상을 배경으로, 불교 승려들이 대규모 반정부 데모를 해 참가자는 며칠 동안 수 만명 규모로 늘어났다. 그에 대해 군사 정권은 무력 탄압을 실시해, 일본인 저널리스트 나가이 겐지를 포함해 다수의 사상자를 냈다(2007년 미얀마 반정부 데모). 군부는 2008년 개헌 국민투표를 거쳐 이런 민주화 운동의 반발을 무마하려고 했다.
2010년 2월 13일, 정부는, 최대 야당 민족민주동맹(NLD)의 틴 우 부의장의 가택연금을 해제했다. 틴 우는 2003년 5월부터 구속되어 있었다.
2010년 2월 15일, 국제 연합 인권이사회의 킨타나 특별 보고자가 미얀마를 방문해 가택연금 중인 아웅 산 수 지 와의 면회를 요구했다. 작년 2월 이래 3번째의 방문이다.
이해 11월 13일, 가택연금이 해제됐다.
2012년의 보궐선거에서 NLD는 압승을 거두었으나 여전히 대부분의 의석은 여당이 가지고 있다.
2015년 미얀마 총선거가 실시되었고, 국민민주연맹이 상하원의 과반수를 넘는 수의 의석을 차지해 첫번째 민주 정부가 구성되었다

## 같이 보기
- 아시아의 역사
- 미얀마의 군주